# Hygrophorus eburneus
Hygrophorus  eburneus (Pierre Bulliard, 1783 ex Elias Magnus Fries, 1836) din încrengătura Basidiomycota, în familia Hygrophoraceae și de genul Hygrophorus, denumită în popor burete melcesc, este o specie de ciuperci comestibile care coabitează, fiind un simbiont micoriza (formează micorize pe rădăcinile arborilor). Buretele se dezvoltă în România, Basarabia și Bucovina de Nord preferat pe sol moderat umed, argilos și calcaros în păduri de foioase sau în cele mixte mai ales sub fagi, crescând mereu în grupuri mari precum cercuri de vrăjitoare, din august până în noiembrie. Acest soi este tip de specie al genului Hygrophorus.

## Taxonomie

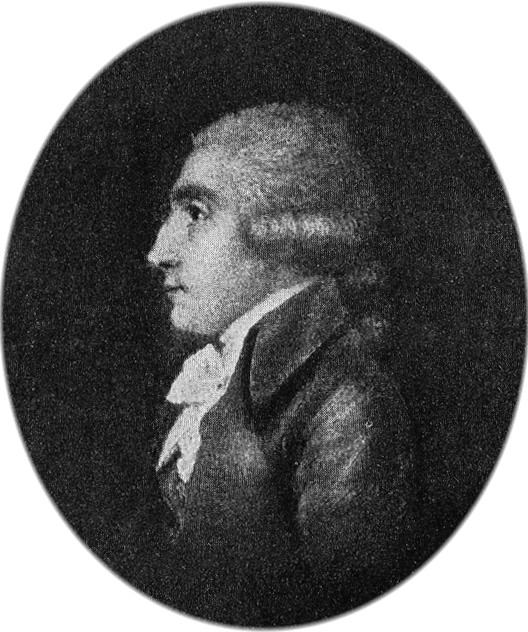
Pierre Bulliard

Numele binomial a fost determinat de cunoscutul savant francez Pierre Bulliard publicat ca Agaricus eburneus în volumul 3 al marii sale opere Herbier de la France ou, Collection complette des plantes indigenes de ce royaume avec leurs propriétés, et leurs usages en medecine din 1783
Apoi, în 1836, renumitul om de știință Elias Magnus Fries a mutat specia la genul Hygrophorus sub păstrarea epitetului, de verificat în cartea sa Anteckningar öfver de i Sverige växande ätliga Svampar, fiind și numele curent valabil (2023). Toate celelalte încercări de redenumire precum variațiile descrise sunt acceptate drept sinonime.
Epitetul este derivat din cuvântul latin (latină eburneus=ca fildeșul, de culoarea fildeșului).

## Descriere

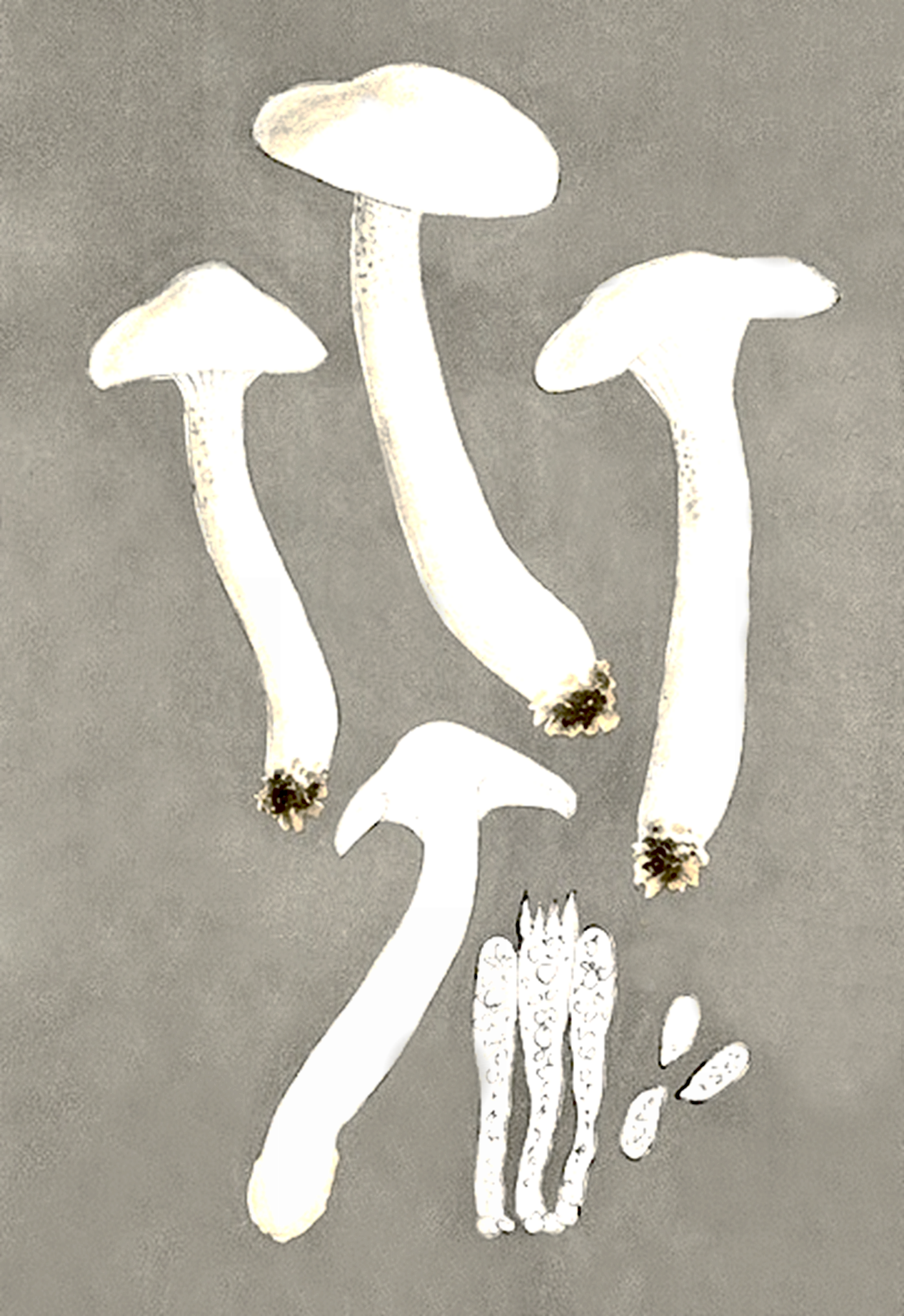
Bres.: Hygrophorus eburneus

- Pălăria: are un diametru între 3 și 10 cm, este la început boltită semisferic cu marginea răsucită spre interior, dar devine în scurt timp convexă și apoi plată. Cuticula este de culoare albă, în tinerețe acoperită cu firicele scurte, la bătrânețe crem pal, în mod normal cu o suprafață lipicioasă, tare mucilaginoasă, dar după o perioadă de timp uscată, netedă și lucioasă.
- Lamelele: sunt clar distanțate, destul de groase, arcuite precum ușor decurente la picior și de același colorit cu pălăria. Gratiile nezimțate sunt albe, gălbenind pal cu vârsta sau în stare uscată.
- Piciorul: este albicios, cilindric, uneori curbat, subțiat la bază, fiind albicios, fin granulat spre pălărie, acolo devenind gri murdar la vârstă, în rest slab lipicios-mucegăios, dedesubt mătăsos. El are o lungime de 5 la 10 (12) cm și o lățime de 0,5 până la 1,5 cm.
- Carnea: este destul de moale, de culoare albă, mai groasă în mijloc și subțiată la margine. Mirosul este dulcișor, fructuos, puțin de portocale sau coajă de mandarine, gustul fiind blând și plăcut amărui.[4][5]
- Caracteristici microscopice: are spori netezi, hialini (translucizi), elipsoidali până alungit ovoidali, uneori puțin cilindrice, măsurând (6.5-)7-9.5 x (3.5)4-5.5 microni. Pulberea lor este albă. Basidiile clavate destul de îngust cu 4 sterigme fiecare (uneori doar cu 2-3 spori) au o dimensiune de 33-54 x 6.5-8.5 microni. Pileipellis este un ixo-trichoderm de 150-700 µm grosime, alcătuită din hife ramificate, erecte, de 2,5-4 µm lățime, în stratul superior foarte lax împletite, adesea mai mult sau mai puțin noduroase precum cu elemente terminale cilindrice cu vârful rotunjit. Stipitipellis un ixo-trichoderm de până la 250 um grosime, alcătuit din hife ascendente și erecte, împletite lejer, de 2,5-5 µm lățime. Verucile la vârf constau din hife erecte de până la 120 µm lungime și elementele apicale sub-cilindrice, atenuate sau ușor clavate măsoară 26-48 x 2,5-6 microni. Trama himenoforală este bilaterală, alcătuită din elemente cilindrice până la destul de umflate de 65-195 x 4-16 microni. Cistidele (elemente sterile situate în stratul himenal sau printre celulele din pielița pălăriei și a piciorului, probabil cu rol de excreție) lipsesc. Legături cu cleme sunt frecvente în întreg basidiocarpul.[9][10]
- Reacții chimice: se decolorează în carne cu Hidroxid de potasiu de la roșu carneu până la portocaliu viu.[11]

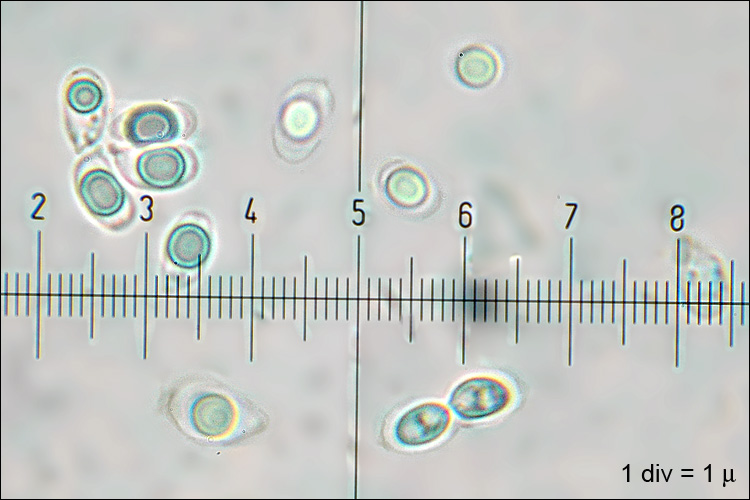
H. eburneus, spori
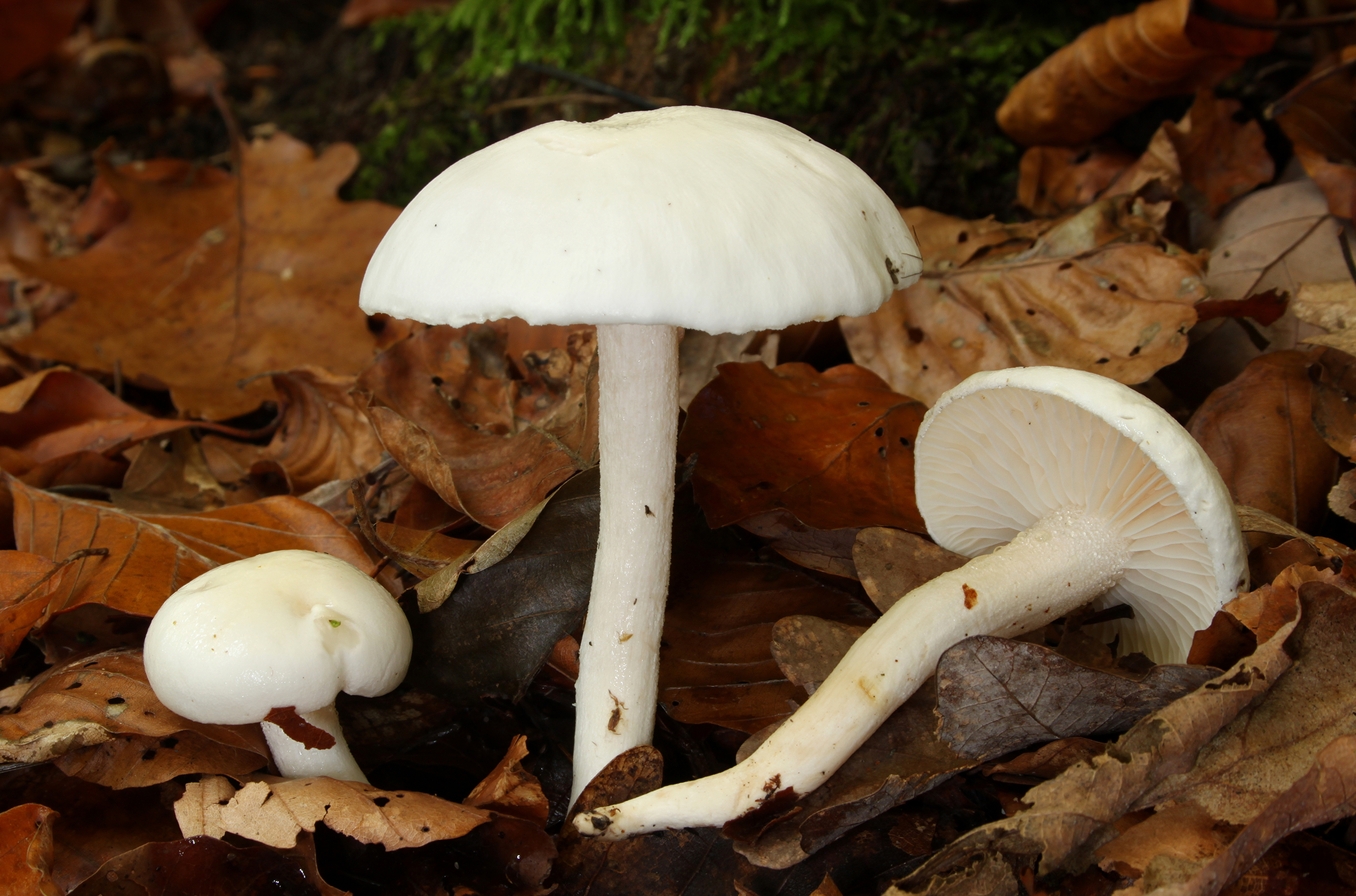
H. eburneus, mucozitate
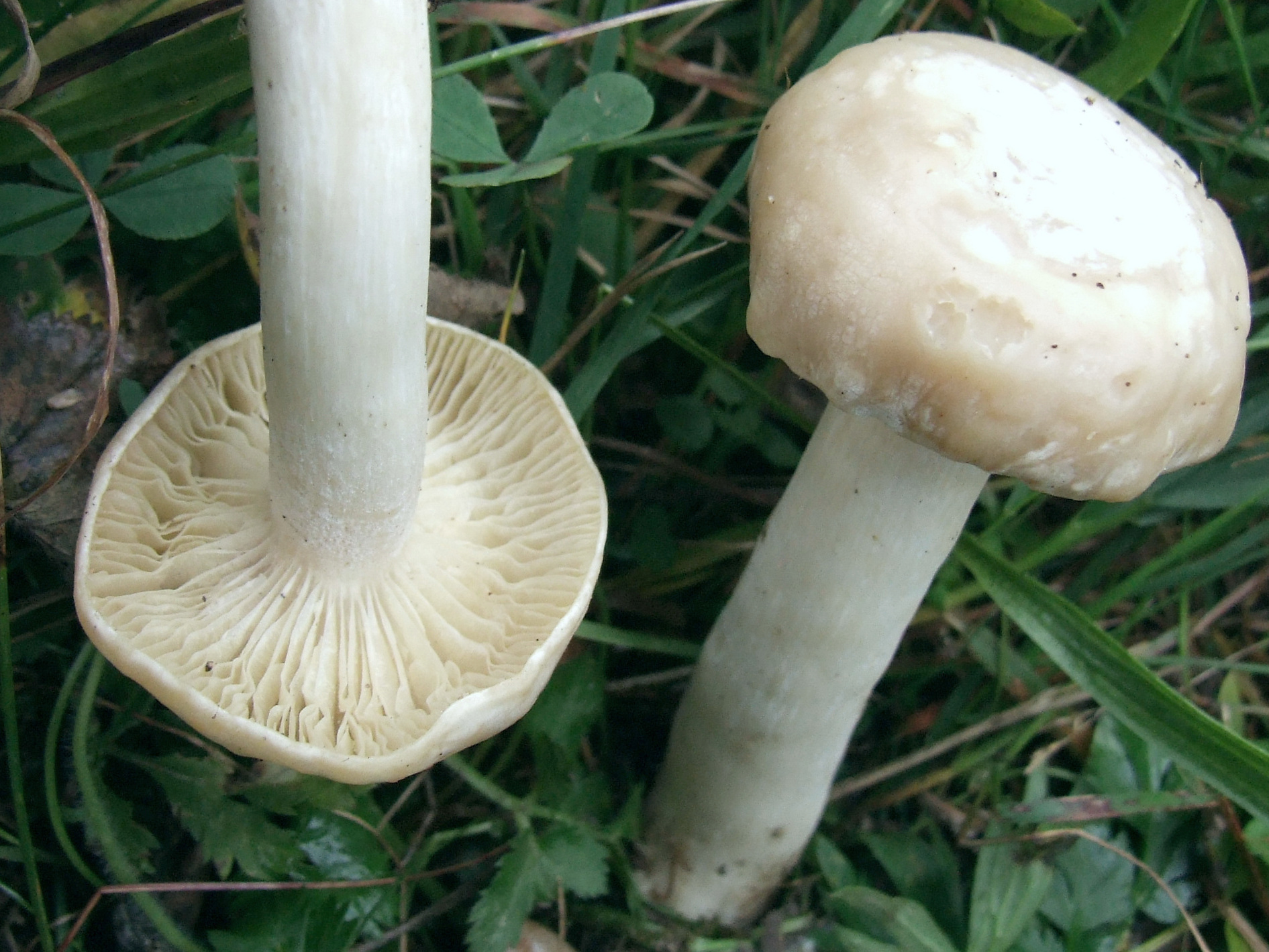
H. eburneus, lamele
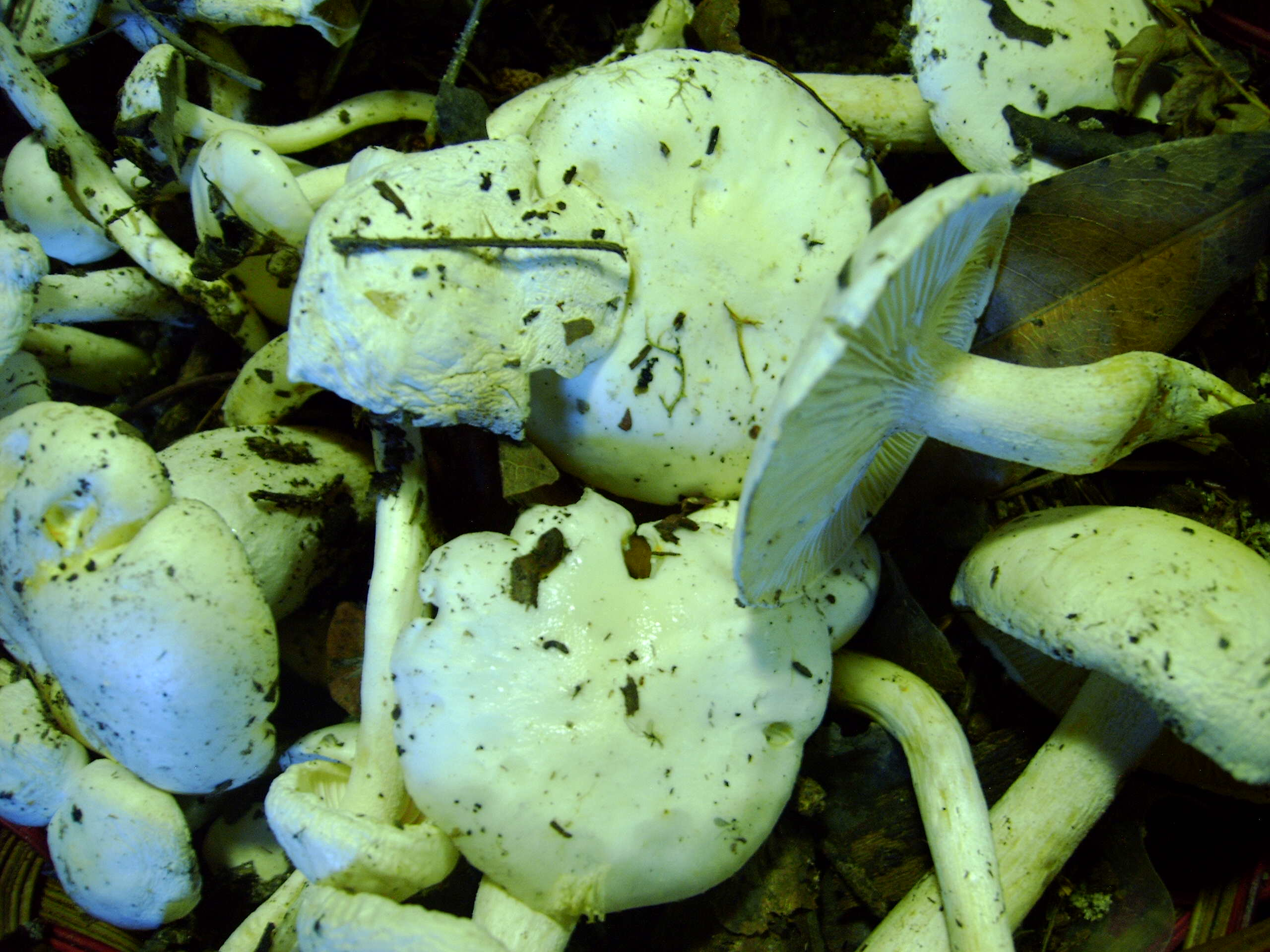
H. eburneus pe vreme uscată

## Confuzii
În mod general, Hygrophorus eburneus poate fi confundat cu ciuperci comestibile și mai mult sau mai puțin savuroase cum sunt: Cuphophyllus virgineus sin. Hygrocybe virginea (comestibil, se dezvoltă preferat prin pășuni) Hygrophorus agathosmus (comestibil, se dezvoltă în păduri de conifere sub molizi și pini, miros de migdale amărui), Hygrophorus chrysodon (comestibil), Hygrophorus cossus (comestibil), Hygrophorus discoxanthus (comestibilitate tare limitată, se dezvoltă tot sub fagi pe sol calcaros, dar cu miros puternic și nu prea plăcut, lamelele se decolorează galben-maroniu), Hygrophorus gliocyclus (comestibil), Hygrophorus hedrychii (comestibil, se dezvoltă sub mesteceni, fără miros și gust specific), Hygrophorus ligatus (comestibil, se dezvoltă sub molizi, fără miros sau gust specific) Hygrophorus nemoreus (comestibil), Hygrophorus piceae (comestibil, se dezvoltă în păduri de molizi pe  mușchi, fără miros, cu gust plăcut), Hygrophorus penarioides (comestibil, se dezvoltă tot sub fagi dar și sub stejari, fiind mai mare cu cuticulă uscată și mătăsoasă precum ușor pătat pe picior, rar), Hygrophorus poetarum (comestibil, se dezvoltă tot sub fagi, dar cu miros fructuos și roz sub cuticulă, destul de rar),  sau chiar și cu Oudemansiella mucida (comestibil, saprofit) Suillus placidus (comestibil, are tuburi, nu lamele) sau Tricholoma album (necomestibil).
Din păcate  se culeg și consumă pe vreme uscată câteodată de asemenea bureți extrem de otrăvitori cu consecințe fatale, în primul rând Amanita verna sau Amanita virosa, dar poate și Inocybe fibrosa (foarte otrăvitoare, posibil letală).

## Specii asemănătoare în imagini

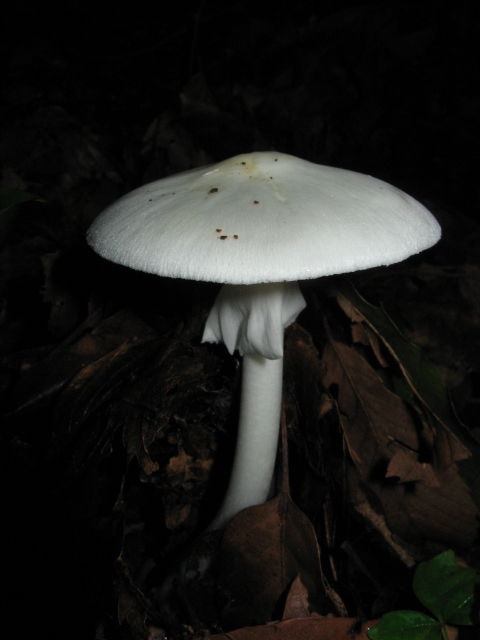
!!!Amanita verna!!!
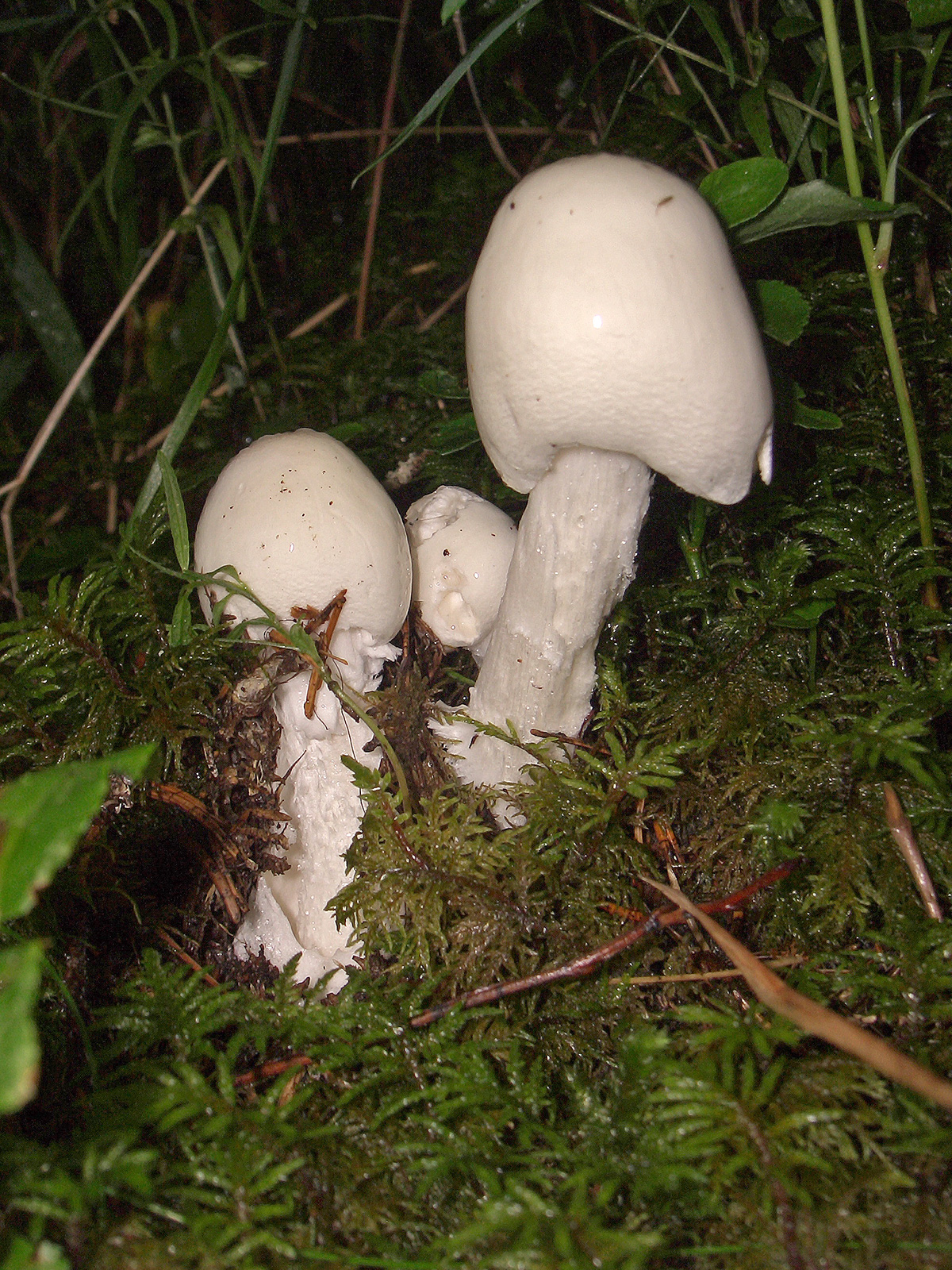
!!!Amanita virosa!!!
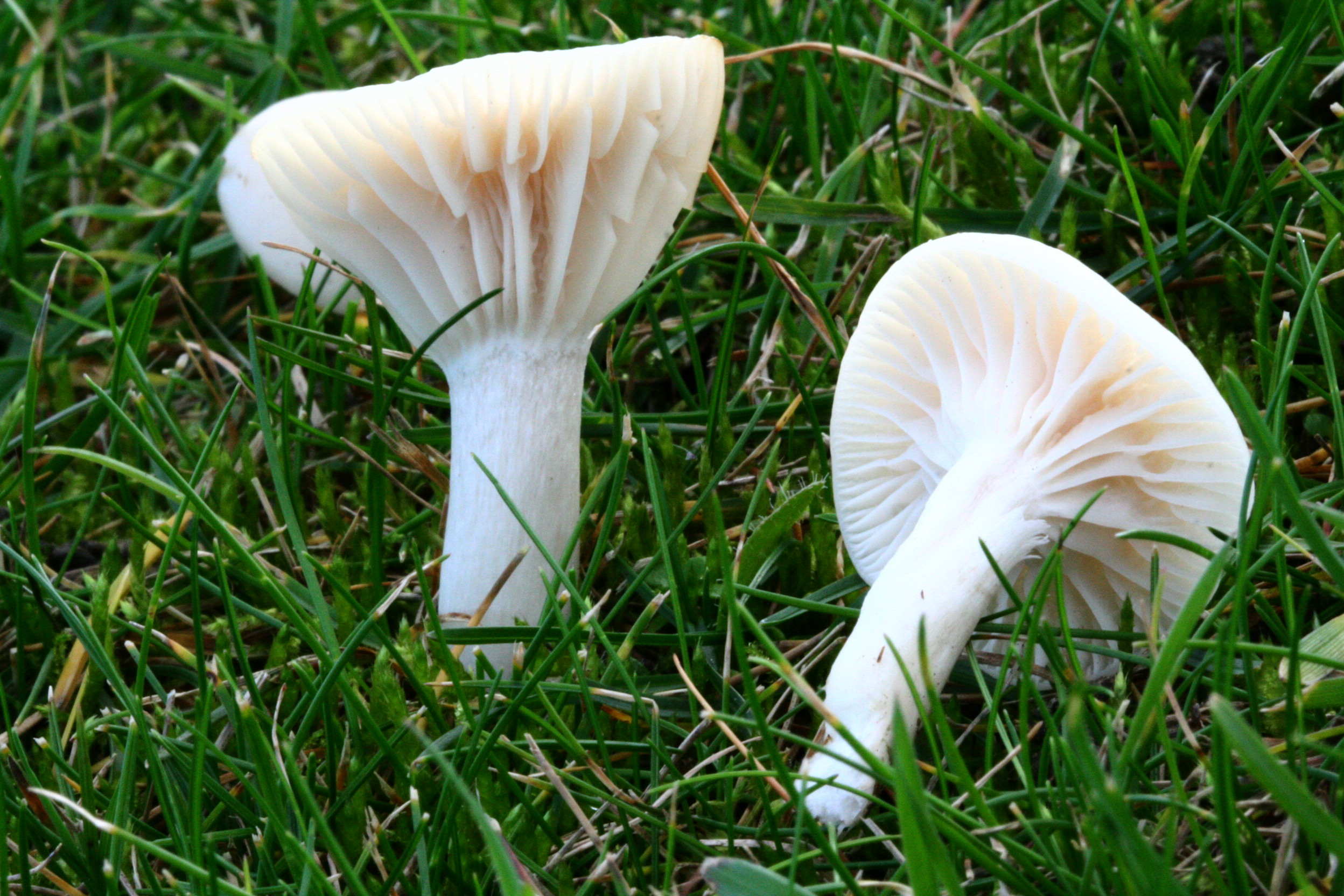
Hygrocybe virginea
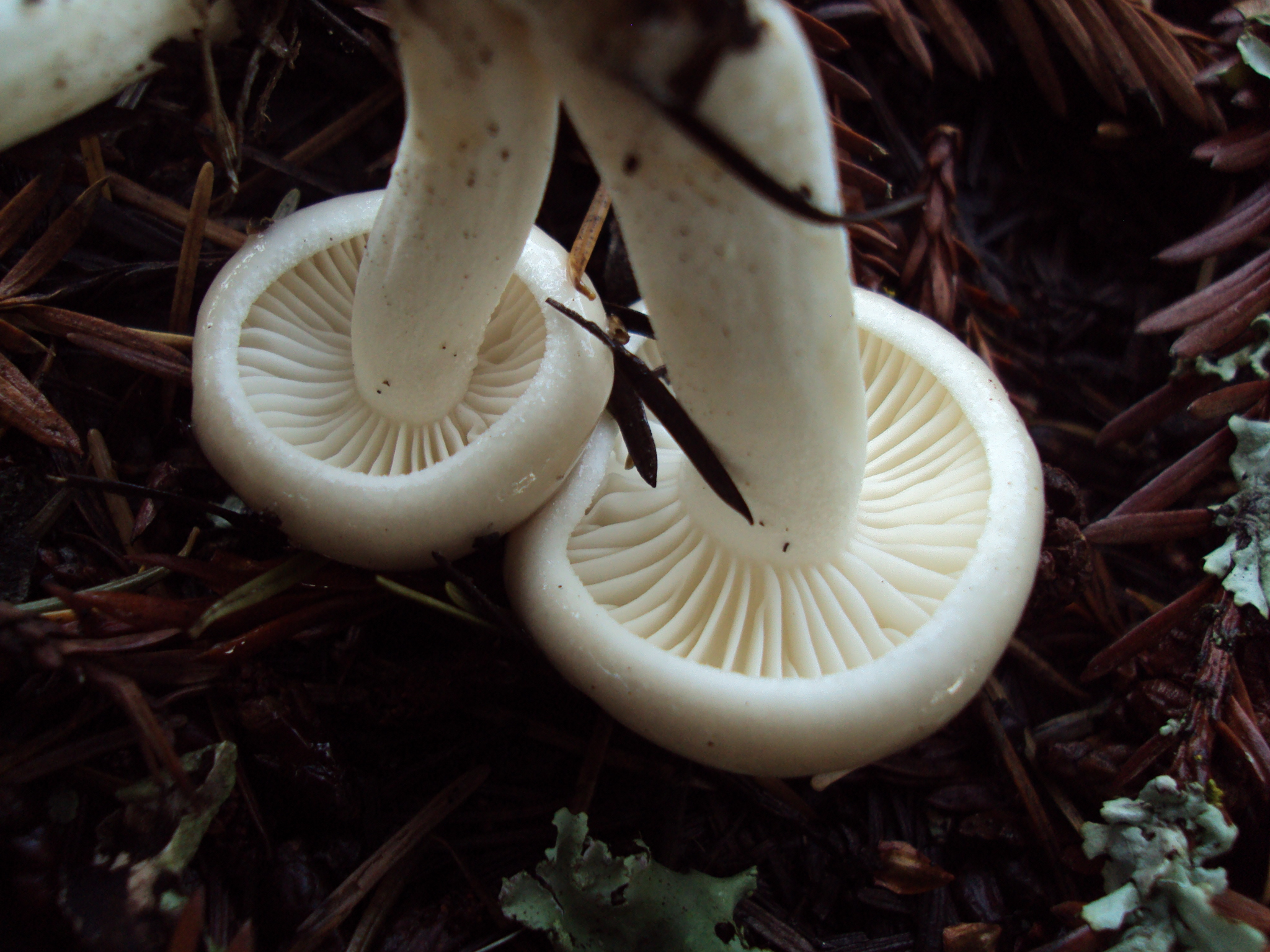
Hygrophorus agathosmus
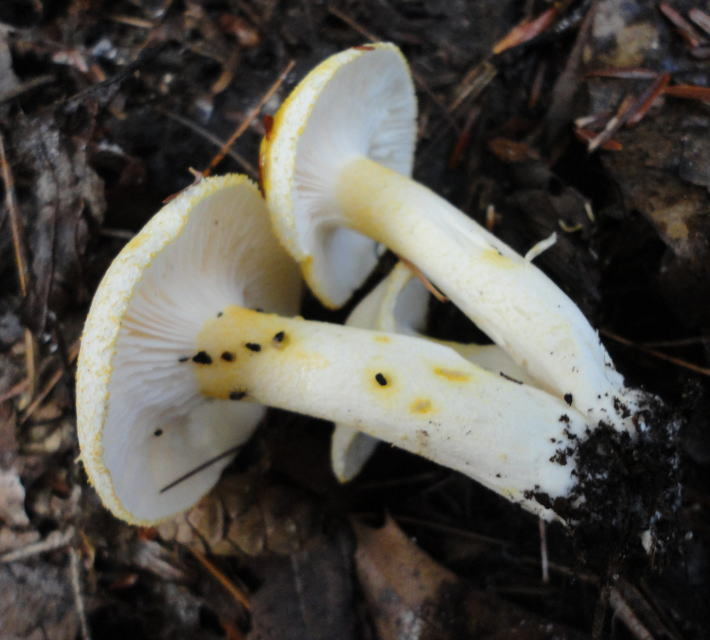
Hygrophorus chrysodon
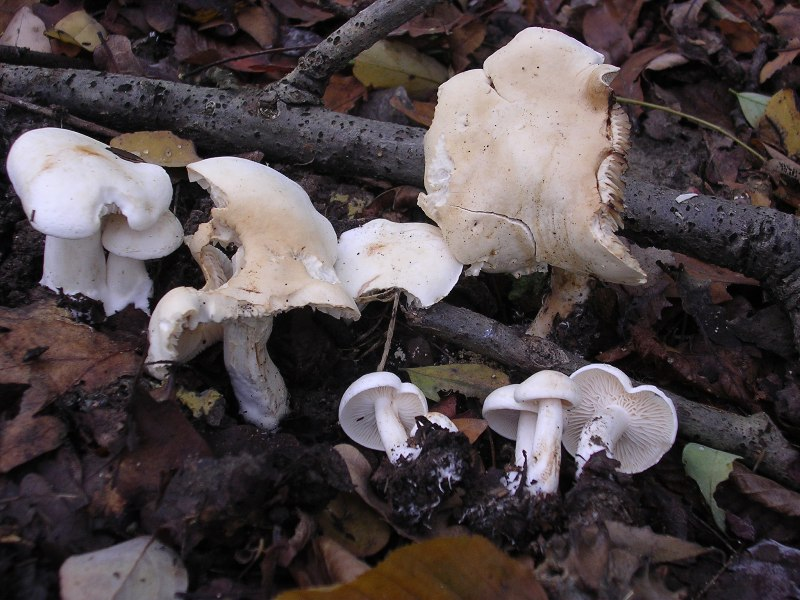
Hygrophorus cossus

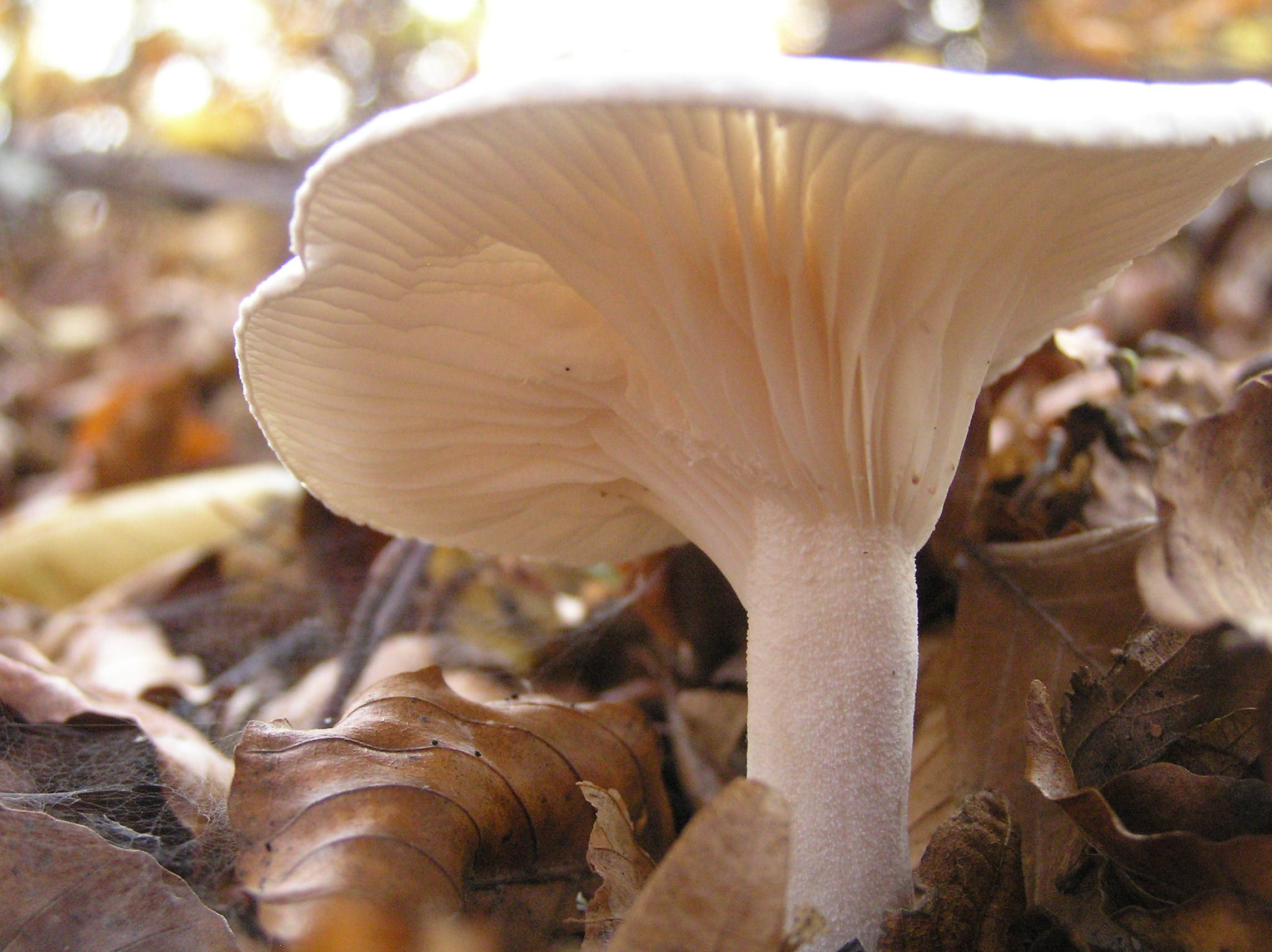
Hygrophorus discoxanthus
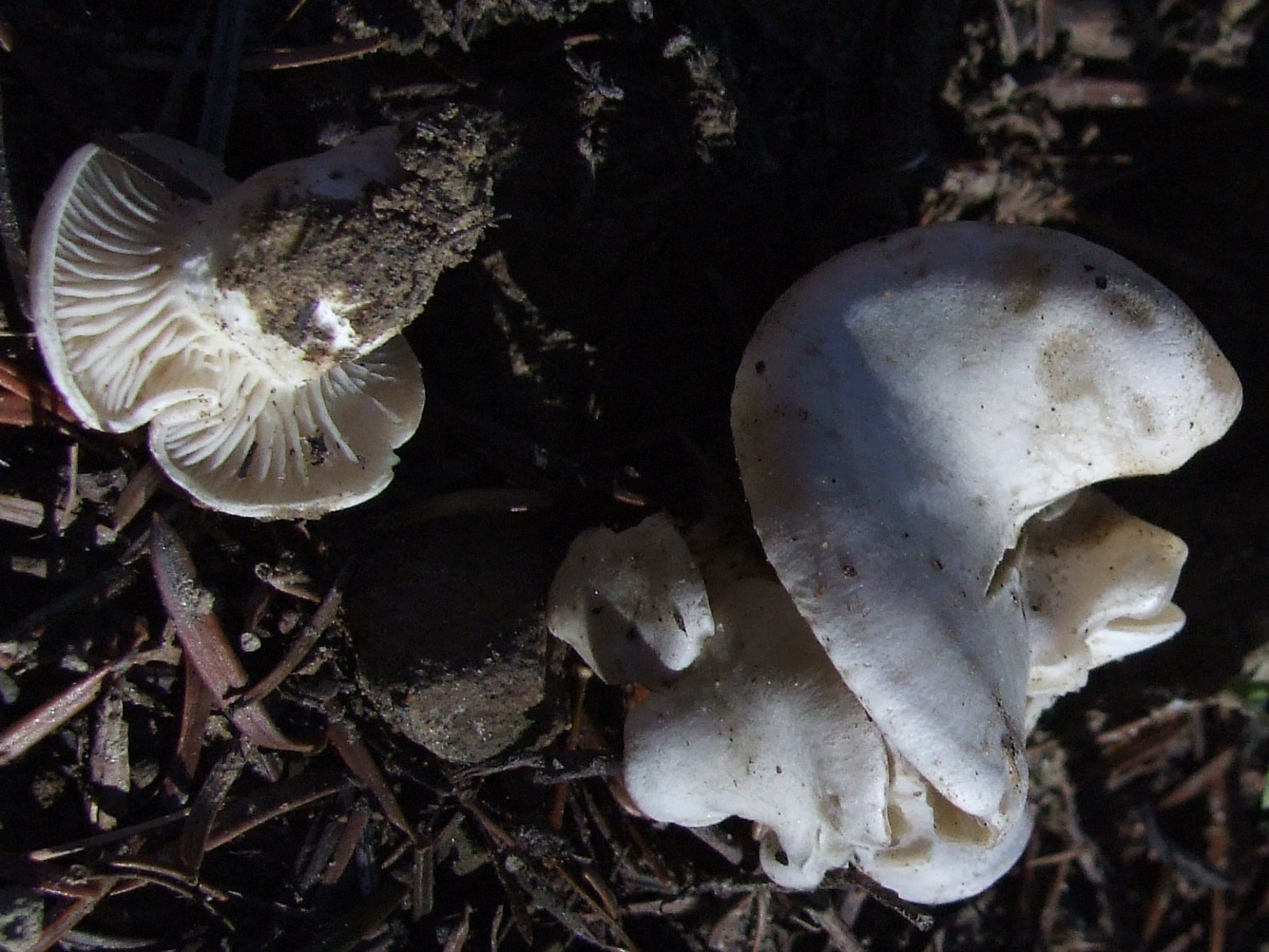
Hygrophorus gliocyclus
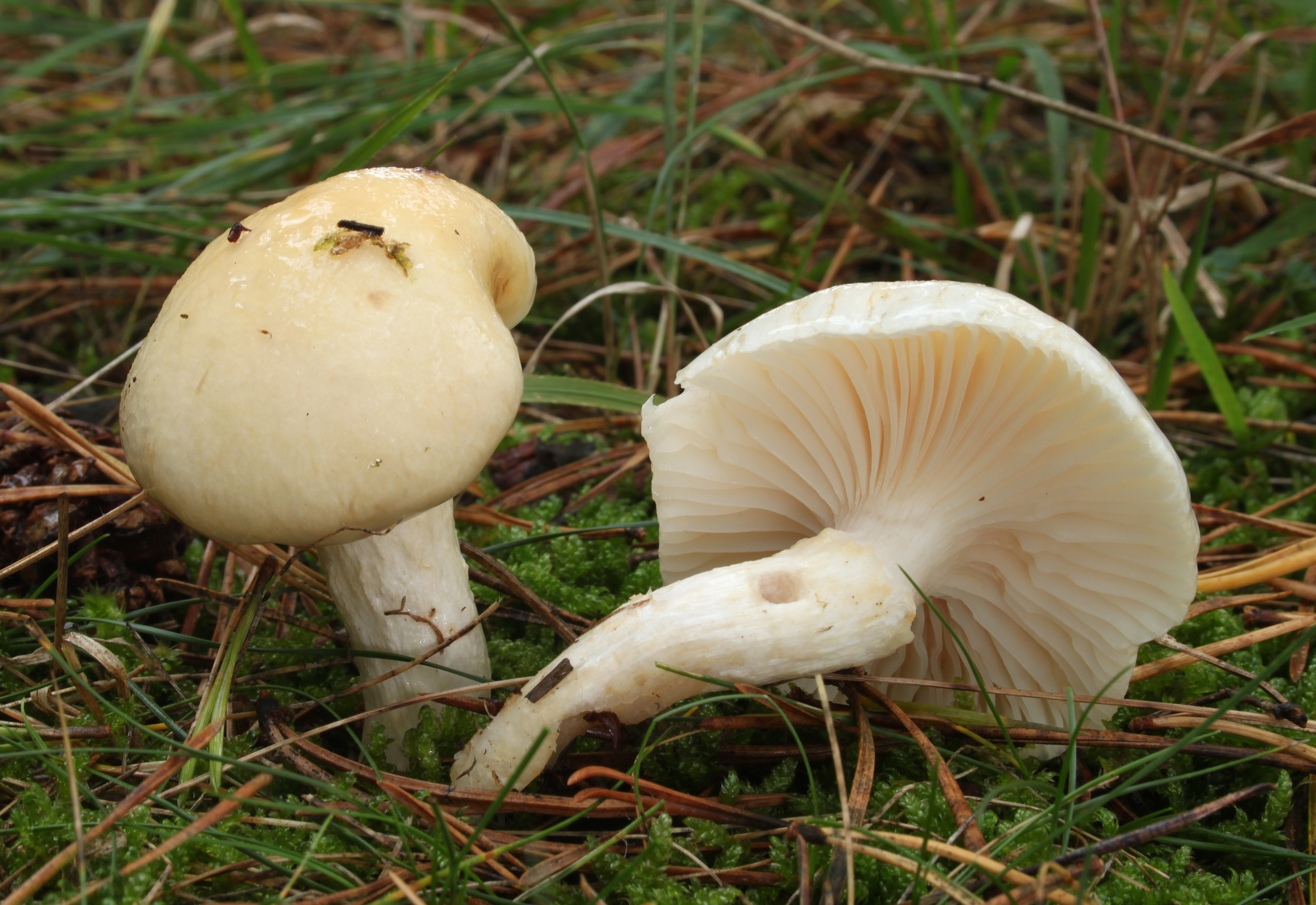
Hygrophorus ligatus
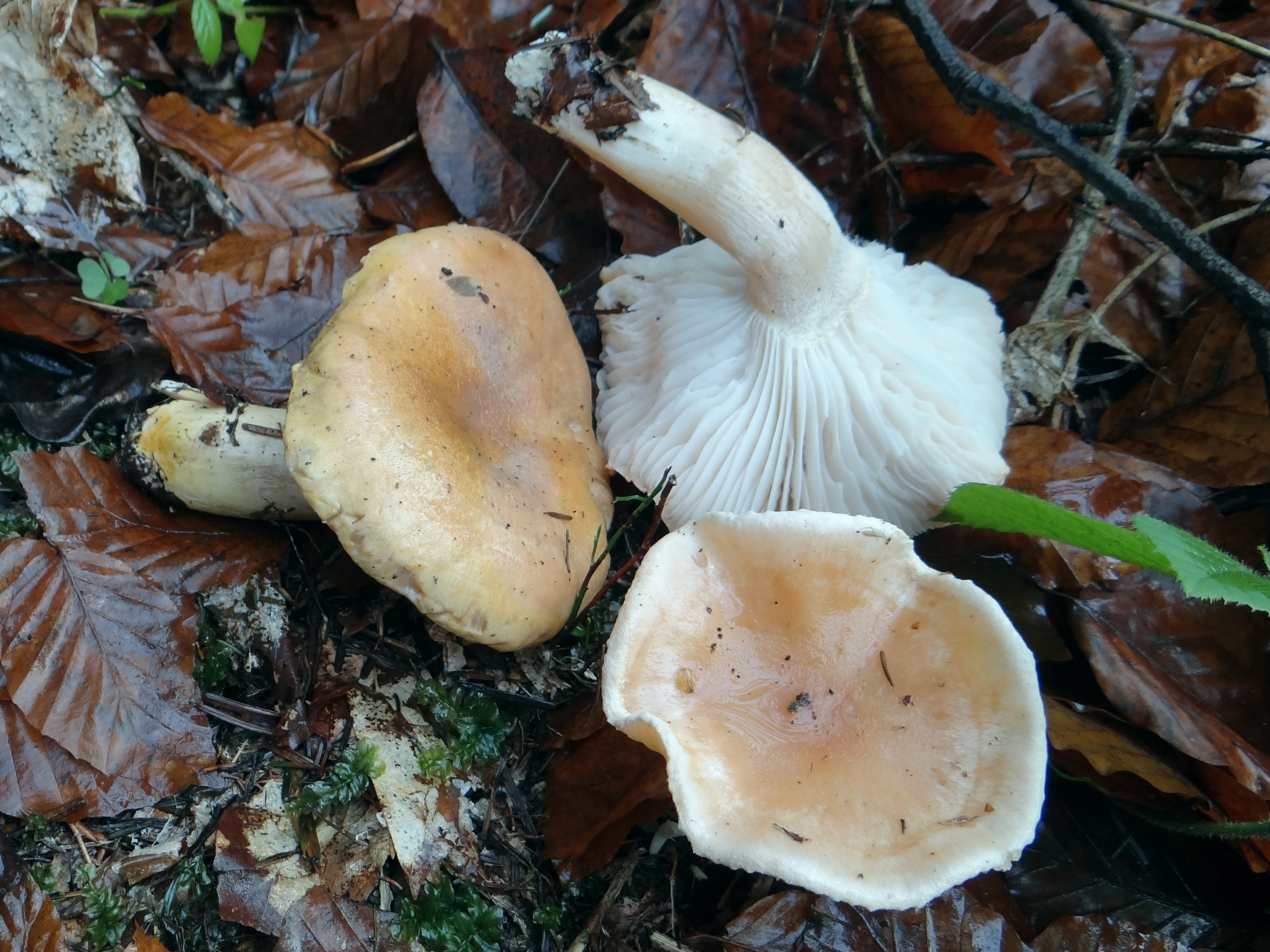
Hygrophorus nemoreus
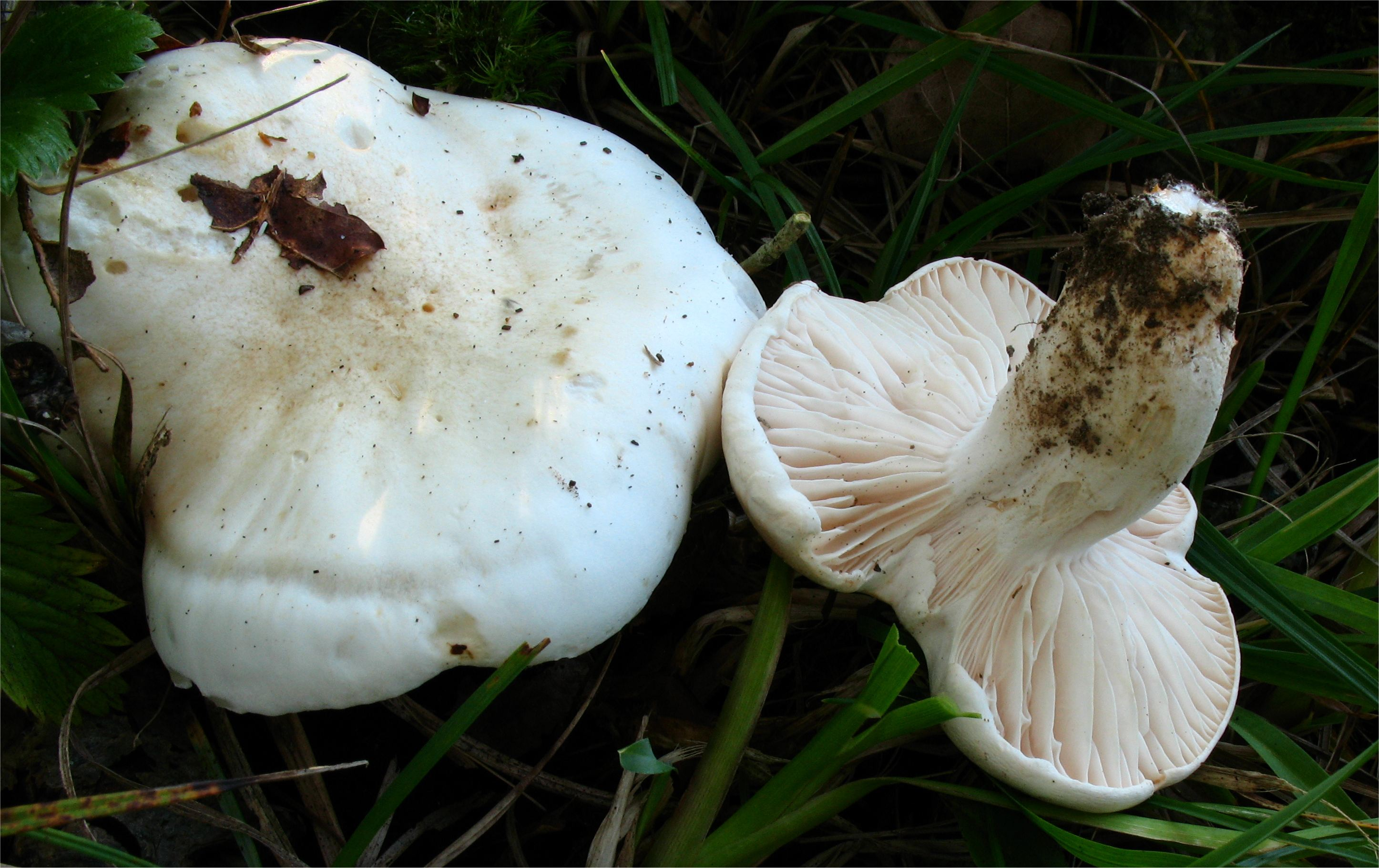
Hygrophorus penarioides

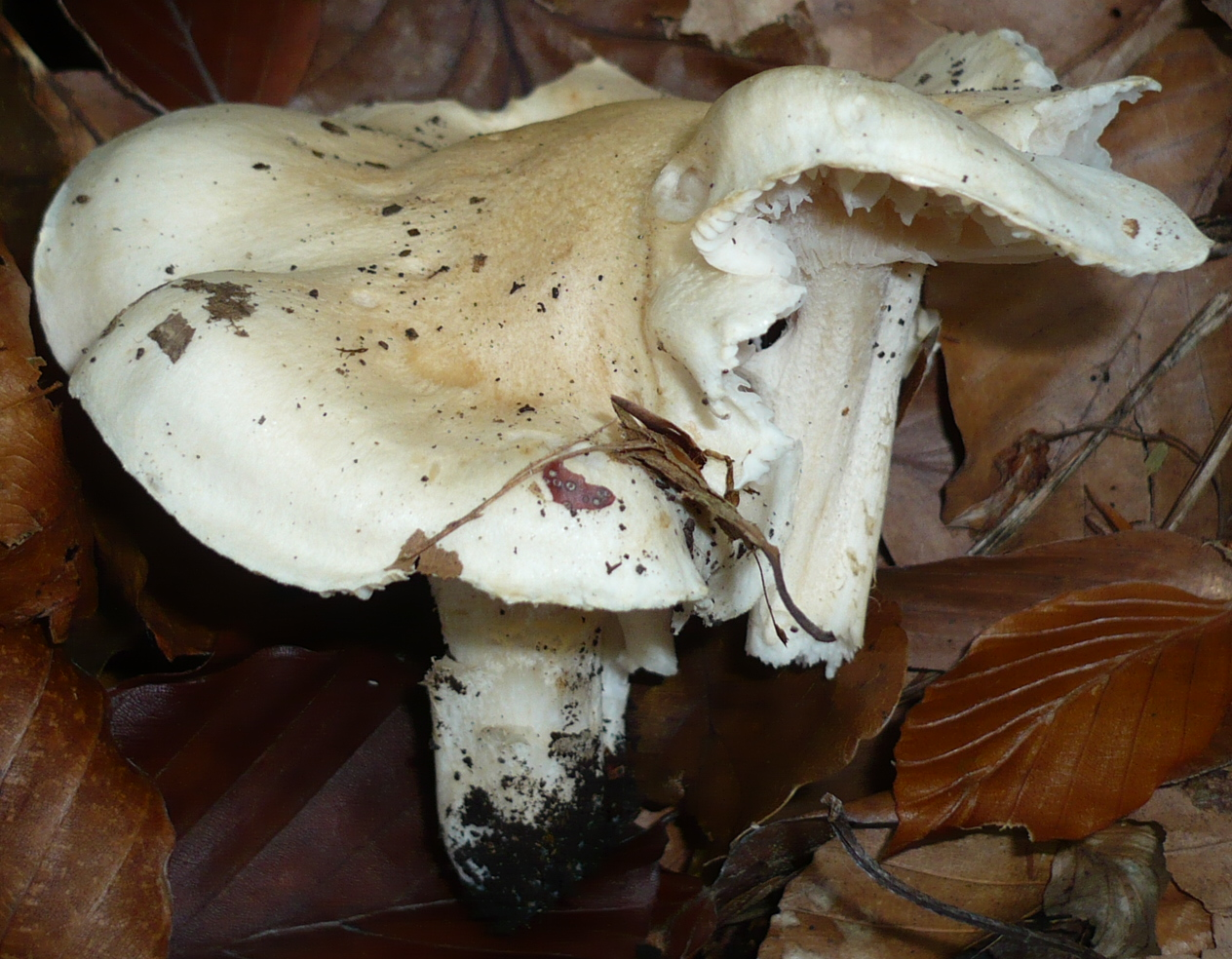
Hygrophorus poetarum
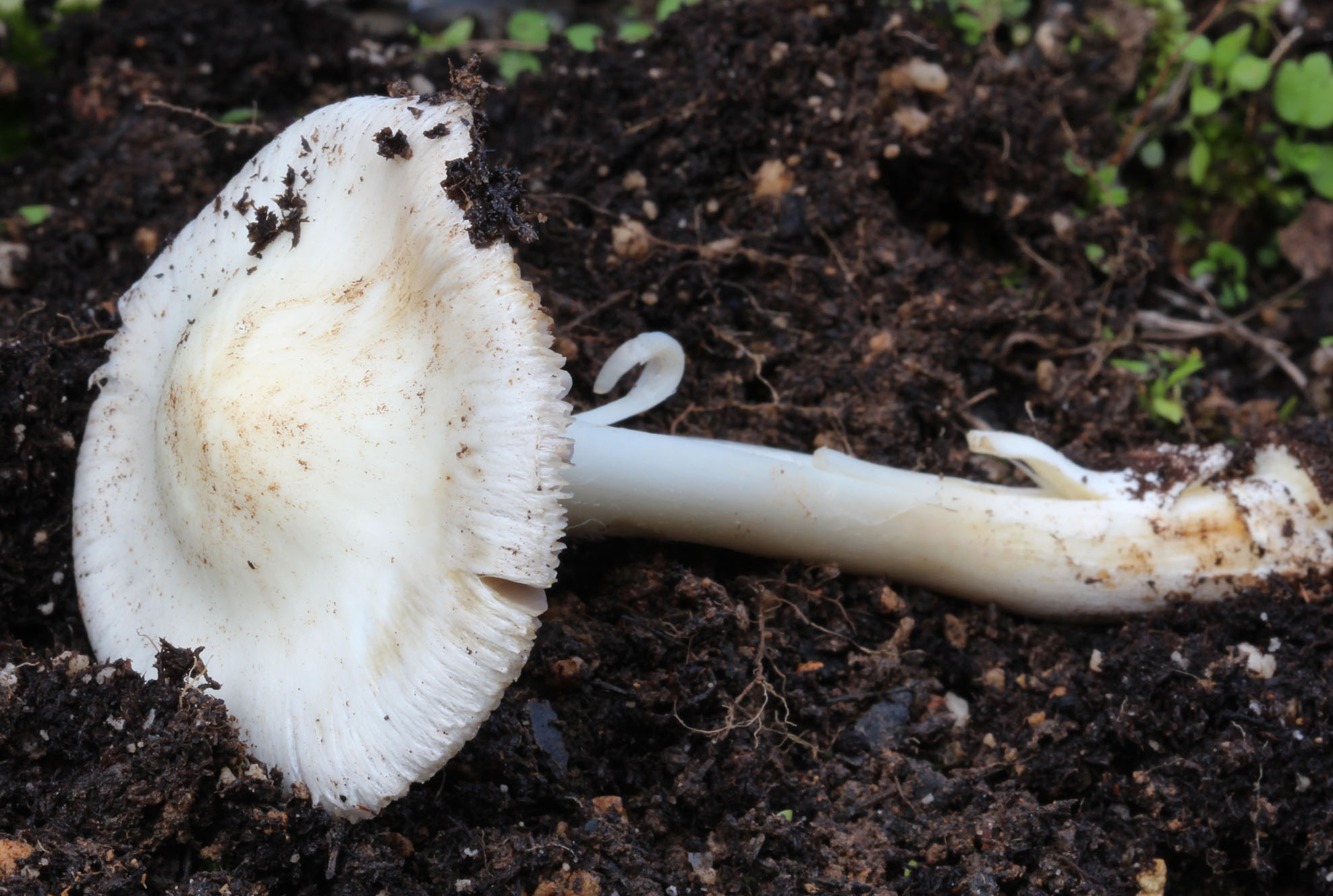
!!!Inocybe fibrosa!!!
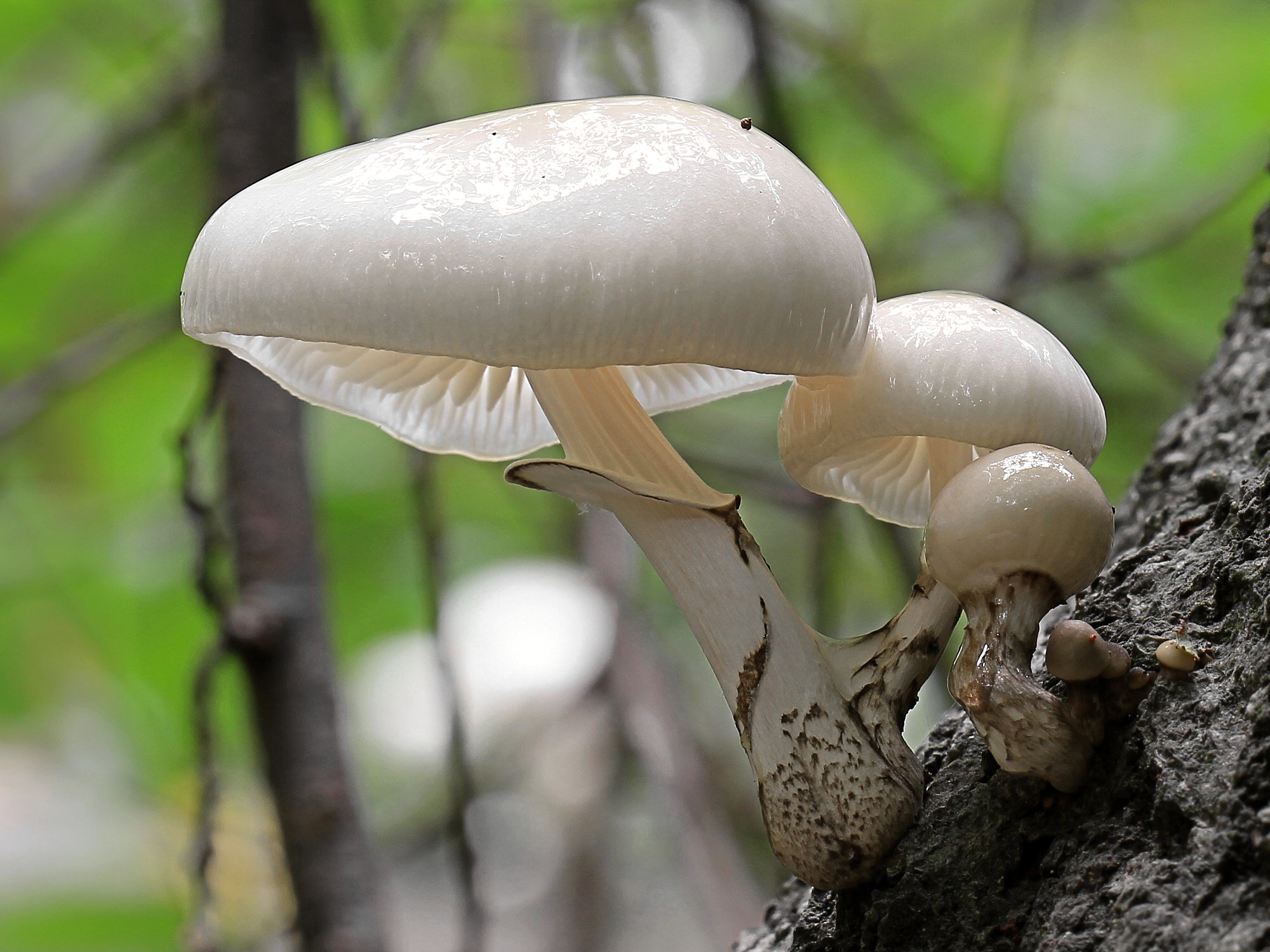
Oudemansiella mucida
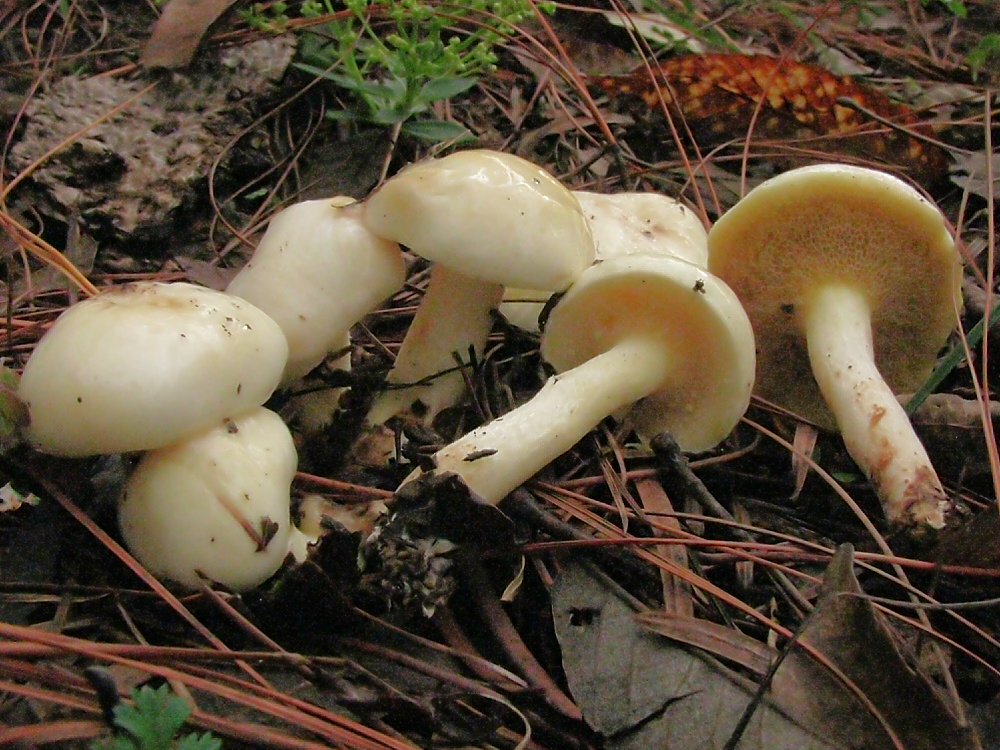
Suillus placidus
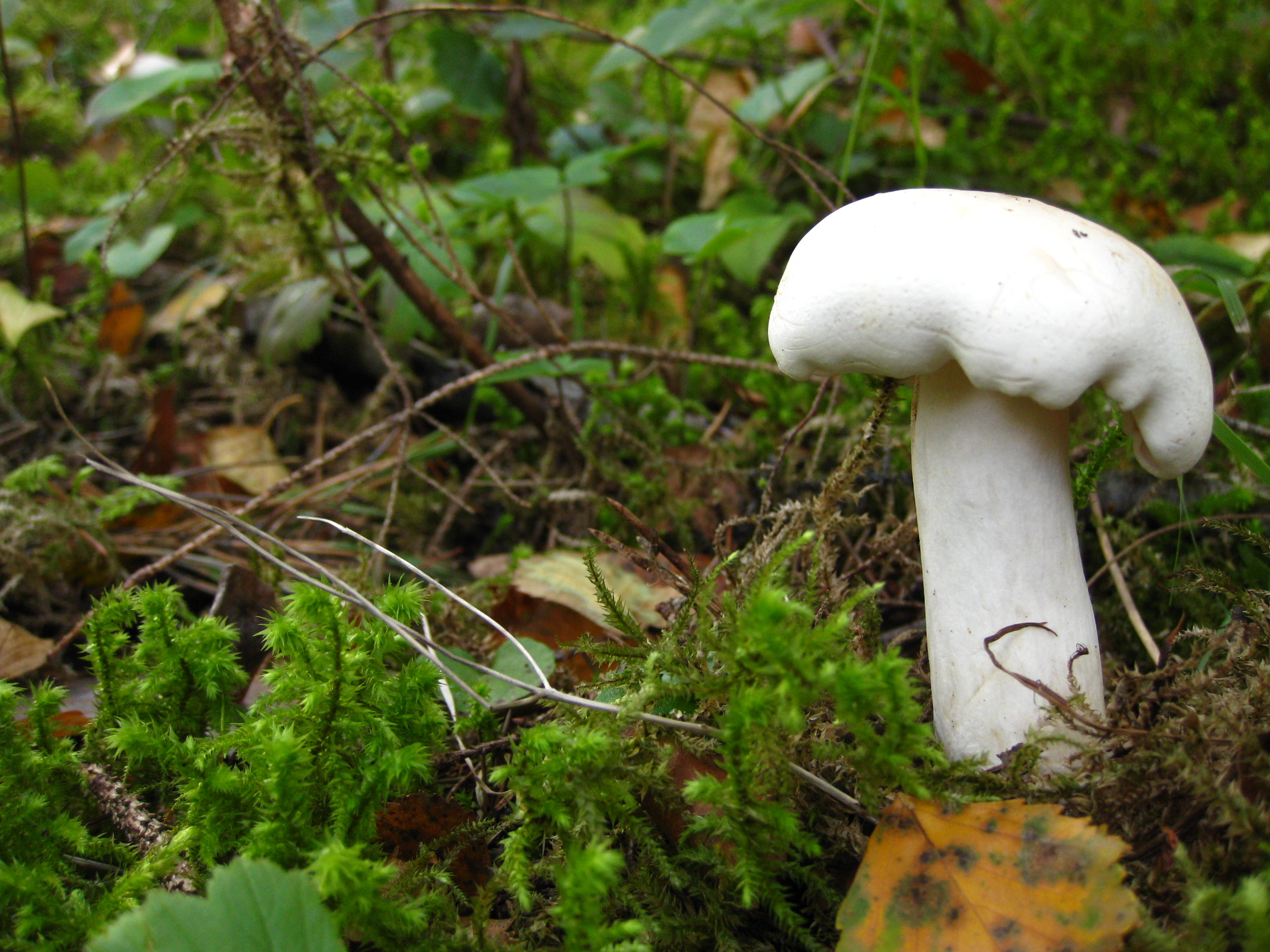
! Tricholoma album!

## Valorificare
Buretele melcesc este comestibil și destul de gustos. Datorită faptului că este o specie des întâlnită precum apărând în cantități mari, se potrivește pentru culegere și preparare, prăjit, dar nu uscat sau ca ciulama de ciuperci. Buretele firește poate fi conservat în ulei, oțet sau saramură după ce a fost curățat bine de mucegai și prăjit.